# بی‌خیالش (مجموعه تلویزیونی)
بی‌خیالش (ایتالیایی: Non pensarci – La serie) یک مجموعۀ تلویزیونی کمدی ایتالیایی است که در سال ۲۰۰۹ میلادی منتشر شد.

## بازیگران
- والریو ماستاندرئا
- آنیتا کاپریولی
- جوزپه باتیستون
- لوچانا لیتیتستو
- تِکو چلیو